# Các đội tuyển bóng đá quốc gia Việt Nam năm 2019
Dưới đây là lịch và kết quả thi đấu của một số đội tuyển bóng đá quốc gia Việt Nam các cấp trong năm 2019. Bàn thắng của các đội tuyển Việt Nam được liệt kê trước.

## Nam

### Đội tuyển nam quốc gia
Cúp bóng đá châu Á 2019
| Ngày                                                 | Địa điểm       | Đối thủ  | Tỷ số       | Vòng đấu    | Cầu thủ ghi bàn | Chi tiết |
| ---------------------------------------------------- | -------------- | -------- | ----------- | ----------- | --- | -------- |
| 8 tháng 1                                            | Abu Dhabi, UAE | Iraq     | 2–3         | Bảng D      | - Faez 24' (l.n.) - Nguyễn Công Phượng 42'                                                                                     | [ 1 ]    |
| 12 tháng 1                                           | Abu Dhabi, UAE | Iran     | 0–2         | Bảng D      | | [ 2 ]    |
| 16 tháng 1                                           | Al Ain, UAE    | Yemen    | 2–0         | Bảng D      | - Nguyễn Quang Hải 38' - Quế Ngọc Hải 64' (ph.đ.)                                                                              | [ 3 ]    |
| 20 tháng 1                                           | Dubai, UAE     | Jordan   | 1–1 (4–2 p) | Vòng 16 đội | - Nguyễn Công Phượng 51' Loạt sút luân lưu - Quế Ngọc Hải - Đỗ Hùng Dũng - Lương Xuân Trường - Trần Minh Vương - Bùi Tiến Dũng | [ 4 ]    |
| 24 tháng 1                                           | Dubai, UAE     | Nhật Bản | 0–1         | Tứ kết      | | [ 5 ]    |
| Việt Nam dừng chân ở tứ kết Cúp bóng đá châu Á 2019. |                |          |             |             | |          |

Cúp Nhà vua Thái Lan 2019
| Ngày                                                      | Địa điểm          | Đối thủ  | Tỷ số       | Vòng đấu  | Cầu thủ ghi bàn | Chi tiết |
| --------------------------------------------------------- | ----------------- | -------- | ----------- | --------- | --- | -------- |
| 5 tháng 6                                                 | Buriram, Thái Lan | Thái Lan | 1–0         | Bán kết   | - Nguyễn Anh Đức 90+4' | [ 6 ]    |
| 8 tháng 6                                                 | Buriram, Thái Lan | Curaçao  | 1–1 (4–5 p) | Chung kết | - Phạm Đức Huy 83' Loạt sút luân lưu - Nguyễn Anh Đức - Nguyễn Công Phượng - Nguyễn Trọng Hoàng - Quế Ngọc Hải - Đoàn Văn Hậu | [ 7 ]    |
| Việt Nam giành ngôi á quân tại Cúp Nhà vua Thái Lan 2019. |                   |          |             |           | |          |

Vòng loại Giải vô địch bóng đá thế giới 2022 – Khu vực châu Á (Vòng 2)
| Ngày        | Địa điểm               | Đối thủ   | Tỷ số | Vòng đấu | Cầu thủ ghi bàn                                                     | Chi tiết |
| ----------- | ---------------------- | --------- | ----- | -------- | ------------------------------------------------------------------- | -------- |
| 5 tháng 9   | Pathum Thani, Thái Lan | Thái Lan  | 0–0   | Bảng G   |                                                                     | [ 8 ]    |
| 10 tháng 10 | Hà Nội, Việt Nam       | Malaysia  | 1–0   | Bảng G   | - Nguyễn Quang Hải 40'                                              | [ 9 ]    |
| 15 tháng 10 | Denpasar, Indonesia    | Indonesia | 3–1   | Bảng G   | - Đỗ Duy Mạnh 25' - Quế Ngọc Hải 55' (ph.đ.) - Nguyễn Tiến Linh 61' | [ 10 ]   |
| 14 tháng 11 | Hà Nội, Việt Nam       | UAE       | 1–0   | Bảng G   | - Nguyễn Tiến Linh 44'                                              | [ 11 ]   |
| 19 tháng 11 | Hà Nội, Việt Nam       | Thái Lan  | 0–0   | Bảng G   |                                                                     | [ 12 ]   |

### Đội tuyển U-22,U-23 quốc gia
Giải vô địch bóng đá U-22 Đông Nam Á 2019
| Ngày                                                               | Địa điểm              | Đối thủ     | Tỷ số | Vòng đấu      | Cầu thủ ghi bàn                                                    | Chi tiết |
| ------------------------------------------------------------------ | --------------------- | ----------- | ----- | ------------- | ------------------------------------------------------------------ | -------- |
| 17 tháng 2                                                         | Phnôm Pênh, Campuchia | Philippines | 2–1   | Bảng A        | - Trần Danh Trung 74' - Lê Minh Bình 78'                           | [ 13 ]   |
| 19 tháng 2                                                         | Phnôm Pênh, Campuchia | Đông Timor  | 4–0   | Bảng A        | - Trần Danh Trung 40', 62' - Phan Thanh Hậu 82' - Lê Xuân Tú 90+3' | [ 14 ]   |
| 21 tháng 2                                                         | Phnôm Pênh, Campuchia | Thái Lan    | 0–0   | Bảng A        |                                                                    | [ 15 ]   |
| 24 tháng 2                                                         | Phnôm Pênh, Campuchia | Indonesia   | 0–1   | Bán kết       |                                                                    | [ 16 ]   |
| 26 tháng 2                                                         | Phnôm Pênh, Campuchia | Campuchia   | 1–0   | Tranh hạng ba | - Lê Xuân Tú 86'                                                   | [ 17 ]   |
| Việt Nam xếp thứ ba tại Giải vô địch bóng đá U-22 Đông Nam Á 2019. |                       |             |       |               |                                                                    |          |

Vòng loại Giải vô địch bóng đá U-23 châu Á 2020
| Ngày                                                                                 | Địa điểm         | Đối thủ   | Tỷ số | Vòng đấu | Cầu thủ ghi bàn | Chi tiết |
| ------------------------------------------------------------------------------------ | ---------------- | --------- | ----- | -------- | --- | -------- |
| 22 tháng 3                                                                           | Hà Nội, Việt Nam | Brunei    | 6–0   | Bảng K   | - Hà Đức Chinh 11' - Nguyễn Thành Chung 26' - Đinh Thanh Bình 45+1' - Triệu Việt Hưng 60' - Huỳnh Tấn Sinh 77' (p) - Nguyễn Quang Hải 90+2' (p) | [ 18 ]   |
| 24 tháng 3                                                                           | Hà Nội, Việt Nam | Indonesia | 1–0   | Bảng K   | - Triệu Việt Hưng 90+4' | [ 19 ]   |
| 26 tháng 3                                                                           | Hà Nội, Việt Nam | Thái Lan  | 4–0   | Bảng K   | - Hà Đức Chinh 17' - Nguyễn Hoàng Đức 54' - Nguyễn Thành Chung 63' - Trần Thanh Sơn 90+2'                                                       | [ 20 ]   |
| Việt Nam đứng nhất Bảng K và giành vé tham dự Giải vô địch bóng đá U-23 châu Á 2020. |                  |           |       |          | |          |

Đại hội Thể thao Đông Nam Á 2019 (U-22+2)
| Ngày                                                                 | Địa điểm            | Đối thủ   | Tỷ số | Vòng đấu  | Cầu thủ ghi bàn                                                                                      | Chi tiết |
| -------------------------------------------------------------------- | ------------------- | --------- | ----- | --------- | --- | -------- |
| 25 tháng 11                                                          | Biñan, Philippines  | Brunei    | 6–0   | Bảng B    | - Hà Đức Chinh 10', 23', 48' - Triệu Việt Hưng 59' - Nguyễn Thành Chung 66' - Nguyễn Trọng Hùng 83'  | [ 21 ]   |
| 28 tháng 11                                                          | Biñan, Philippines  | Lào       | 6–1   | Bảng B    | - Nguyễn Tiến Linh 3', 17', 57' - Đỗ Hùng Dũng 54' - Nguyễn Trọng Hoàng 84' - Nguyễn Quang Hải 90+3' | [ 22 ]   |
| 1 tháng 12                                                           | Manila, Philippines | Indonesia | 2–1   | Bảng B    | - Nguyễn Thành Chung 63' - Nguyễn Hoàng Đức 90+1'                                                    | [ 23 ]   |
| 3 tháng 12                                                           | Manila, Philippines | Singapore | 1–0   | Bảng B    | - Hà Đức Chinh 84'                                                                                   | [ 24 ]   |
| 5 tháng 12                                                           | Biñan, Philippines  | Thái Lan  | 2–2   | Bảng B    | - Nguyễn Tiến Linh 15', 72' (p.)                                                                     | [ 25 ]   |
| 7 tháng 12                                                           | Manila, Philippines | Campuchia | 4–0   | Bán kết   | - Nguyễn Tiến Linh 20' - Hà Đức Chinh 26', 45+2' - Yue Safy 69' (ln.)                                | [ 26 ]   |
| 10 tháng 12                                                          | Manila, Philippines | Indonesia | 3–0   | Chung kết | - Đoàn Văn Hậu 39', 73' - Đỗ Hùng Dũng 59'                                                           | [ 27 ]   |
| Việt Nam giành huy chương vàng tại Đại hội Thể thao Đông Nam Á 2019. |                     |           |       |           | |          |

Giao hữu
| Ngày        | Địa điểm                        | Đối thủ           | Tỷ số | Vòng đấu | Cầu thủ ghi bàn | Chi tiết |
| ----------- | ------------------------------- | ----------------- | ----- | -------- | --- | -------- |
| 26 tháng 1  | Hà Nội, Việt Nam                | Ulsan Hyundai     | 0–0   | Giao hữu | | [ 28 ]   |
| 12 tháng 2  | Thành phố Hồ Chí Minh, Việt Nam | Sài Gòn           | 1–1   | Giao hữu | - Lê Minh Bình 71'                                                                                                 | [ 29 ]   |
| 16 tháng 3  | Hà Nội, Việt Nam                | Đài Bắc Trung Hoa | 6–1   | Giao hữu | - Lê Xuân Tú 21' - Nguyễn Đức Chiến 33' - Hà Đức Chinh 39' (ph.đ.) - Đinh Thanh Bình 52', 84' - Huỳnh Tấn Sinh 75' | [ 30 ]   |
| 7 tháng 6   | Việt Trì, Việt Nam              | Myanmar           | 2–0   | Giao hữu | - Triệu Việt Hưng 14' - Nguyễn Tiến Linh 75'                                                                       | [ 31 ]   |
| 14 tháng 8  | Hưng Yên, Việt Nam              | Kitchee           | 2–0   | Giao hữu | - Martin Lo 63' (ph.đ.) - Trần Danh Trung 79'                                                                      | [ 32 ]   |
| 8 tháng 9   | Vũ Hán, Trung Quốc              | Trung Quốc        | 2–0   | Giao hữu | - Nguyễn Tiến Linh 18', 58'                                                                                        | [ 33 ]   |
| 13 tháng 10 | Thành phố Hồ Chí Minh, Việt Nam | UAE               | 1–1   | Giao hữu | - Hà Đức Chinh 51'                                                                                                 | [ 34 ]   |

### Đội tuyển U-21 quốc gia
Giải bóng đá U-21 Quốc tế Báo Thanh Niên 2019
| Ngày                                                            | Địa điểm          | Đối thủ            | Tỷ số | Vòng đấu  | Cầu thủ ghi bàn                                                                   | Chi tiết |
| --------------------------------------------------------------- | ----------------- | ------------------ | ----- | --------- | --------------------------------------------------------------------------------- | -------- |
| 30 tháng 10                                                     | Đà Nẵng, Việt Nam | Đại học Hanyang    | 4–1   | Vòng bảng | - Trần Văn Công 53' - Trần Văn Bửu 68' - Jang Min Gyu 80' (l.n.) - Hồ Minh Dĩ 90' | [ 35 ]   |
| 1 tháng 11                                                      | Đà Nẵng, Việt Nam | U-19 FK Sarajevo   | 2–1   | Vòng bảng | - Đặng Văn Tới 11' - Trần Danh Trung 16'                                          | [ 36 ]   |
| 3 tháng 11                                                      | Đà Nẵng, Việt Nam | Sinh viên Nhật Bản | 1–2   | Vòng bảng | - Trần Công Minh 42'                                                              | [ 37 ]   |
| 5 tháng 11                                                      | Đà Nẵng, Việt Nam | Sinh viên Nhật Bản | 2–0   | Chung kết | - Trần Danh Trung 32' - Phạm Tuấn Hải 68' (ph.đ.)                                 | [ 38 ]   |
| Việt Nam vô địch Giải bóng đá U-21 Quốc tế Báo Thanh Niên 2019. |                   |                    |       |           |                                                                                   |          |

### Đội tuyển U-18, U-19, U-20 quốc gia
Giải bóng đá U-19 Quốc tế Báo Thanh Niên 2019
| Ngày                                                            | Địa điểm            | Đối thủ    | Tỷ số | Vòng đấu  | Cầu thủ ghi bàn          | Chi tiết |
| --------------------------------------------------------------- | ------------------- | ---------- | ----- | --------- | ------------------------ | -------- |
| 23 tháng 3                                                      | Khánh Hòa, Việt Nam | Myanmar    | 2–1   | Vòng bảng | - Phạm Xuân Tạo 21', 28' | [ 39 ]   |
| 25 tháng 3                                                      | Khánh Hòa, Việt Nam | Thái Lan   | 0–0   | Vòng bảng |                          | [ 40 ]   |
| 27 tháng 3                                                      | Khánh Hòa, Việt Nam | Trung Quốc | 1–0   | Vòng bảng | - Trần Mạnh Quỳnh 64'    | [ 41 ]   |
| 30 tháng 3                                                      | Khánh Hòa, Việt Nam | Thái Lan   | 1–0   | Chung kết | - Phạm Xuân Tạo 60'      | [ 42 ]   |
| Việt Nam vô địch Giải bóng đá U-19 Quốc tế Báo Thanh Niên 2019. |                     |            |       |           |                          |          |

Giải vô địch bóng đá U-18 Đông Nam Á 2019
| Ngày                                                                                           | Địa điểm                        | Đối thủ   | Tỷ số | Vòng đấu | Cầu thủ ghi bàn                                                   | Chi tiết |
| ---------------------------------------------------------------------------------------------- | ------------------------------- | --------- | ----- | -------- | ----------------------------------------------------------------- | -------- |
| 7 tháng 8                                                                                      | Thành phố Hồ Chí Minh, Việt Nam | Malaysia  | 1–0   | Bảng B   | - Võ Minh Trọng 88'                                               | [ 43 ]   |
| 9 tháng 8                                                                                      | Thành phố Hồ Chí Minh, Việt Nam | Úc        | 1–4   | Bảng B   | - Võ Nguyên Hoàng 45+2'                                           | [ 44 ]   |
| 11 tháng 8                                                                                     | Bình Dương, Việt Nam            | Singapore | 3–0   | Bảng B   | - Trần Mạnh Quỳnh 28' - Võ Nguyên Hoàng 47' - Nguyễn Kim Nhật 63' | [ 45 ]   |
| 13 tháng 8                                                                                     | Thành phố Hồ Chí Minh, Việt Nam | Thái Lan  | 0–0   | Bảng B   |                                                                   | [ 46 ]   |
| 15 tháng 8                                                                                     | Thành phố Hồ Chí Minh, Việt Nam | Campuchia | 1–2   | Bảng B   | - Nguyễn Kim Nhật 90+2'                                           | [ 47 ]   |
| Việt Nam xếp thứ ba Bảng B và dừng chân ở vòng bảng Giải vô địch bóng đá U-18 Đông Nam Á 2019. |                                 |           |       |          |                                                                   |          |

GSB Bangkok Cup 2019
| Ngày                                                 | Địa điểm           | Đối thủ  | Tỷ số | Vòng đấu  | Cầu thủ ghi bàn            | Chi tiết |
| ---------------------------------------------------- | ------------------ | -------- | ----- | --------- | -------------------------- | -------- |
| 10 tháng 10                                          | Băng Cốc, Thái Lan | Thái Lan | 1–0   | Bán kết   | - Nguyễn Văn Tùng 90+4'    | [ 48 ]   |
| 12 tháng 10                                          | Băng Cốc, Thái Lan | Hàn Quốc | 1–2   | Chung kết | - Trịnh Quang Trường 90+1' | [ 49 ]   |
| Việt Nam giành ngôi á quan tại GSB Bangkok Cup 2019. |                    |          |       |           |                            |          |

Vòng loại Giải vô địch bóng đá U-19 châu Á 2020
| Ngày                                                                                              | Địa điểm                        | Đối thủ  | Tỷ số | Vòng đấu | Cầu thủ ghi bàn                                                           | Chi tiết |
| ------------------------------------------------------------------------------------------------- | ------------------------------- | -------- | ----- | -------- | ------------------------------------------------------------------------- | -------- |
| 6 tháng 11                                                                                        | Thành phố Hồ Chí Minh, Việt Nam | Mông Cổ  | 3–0   | Bảng J   | - Nguyễn Thành Khôi 64' - Buyant Munkhbat 75' (ln.) - Nguyễn Văn Tùng 79' | [ 50 ]   |
| 8 tháng 11                                                                                        | Thành phố Hồ Chí Minh, Việt Nam | Guam     | 4–1   | Bảng J   | - Nguyễn Hữu Nam 4', 85' - Đỗ Tấn Thành 29' - Trần Quốc Đạt 33'           | [ 51 ]   |
| 10 tháng 11                                                                                       | Thành phố Hồ Chí Minh, Việt Nam | Nhật Bản | 0–0   | Bảng J   |                                                                           | [ 52 ]   |
| Việt Nam xếp thứ nhì Bảng J và giành vé vào vòng chung kết Giải vô địch bóng đá U-19 châu Á 2020. |                                 |          |       |          |                                                                           |          |

Giải bóng đá Quốc tế Truyền hình Bình Dương – Cúp Number 1 2019 (U-20)
| Ngày                                                                                            | Địa điểm             | Đối thủ            | Tỷ số | Vòng đấu  | Cầu thủ ghi bàn                                                  | Chi tiết |
| ----------------------------------------------------------------------------------------------- | -------------------- | ------------------ | ----- | --------- | ---------------------------------------------------------------- | -------- |
| 15 tháng 12                                                                                     | Bình Dương, Việt Nam | Campuchia          | 3–0   | Bán kết   | - Lê Văn Sơn 45+1' - Lê Xuân Tú 66' (ph.đ.) - Trần Công Minh 69' | [ 53 ]   |
| 18 tháng 12                                                                                     | Bình Dương, Việt Nam | Becamex Bình Dương | 0–3   | Chung kết |                                                                  | [ 54 ]   |
| Việt Nam giành ngôi á quân tại Giải bóng đá Quốc tế Truyền hình Bình Dương – Cúp Number 1 2019. |                      |                    |       |           |                                                                  |          |

Giao hữu
| Ngày        | Địa điểm           | Đối thủ          | Tỷ số | Vòng đấu | Cầu thủ ghi bàn                             | Chi tiết |
| ----------- | ------------------ | ---------------- | ----- | -------- | ------------------------------------------- | -------- |
| 26 tháng 10 | Hưng Yên, Việt Nam | U-19 FK Sarajevo | 2–1   | Giao hữu | - Nguyễn Kim Nhật 16' - Trần Mạnh Quỳnh 56' | [ 55 ]   |

### Đội tuyển U-15 quốc gia
Giải vô địch bóng đá U-15 Đông Nam Á 2019
| Ngày                                                               | Địa điểm           | Đối thủ     | Tỷ số       | Vòng đấu      | Cầu thủ ghi bàn                                          | Chi tiết |
| ------------------------------------------------------------------ | ------------------ | ----------- | ----------- | ------------- | -------------------------------------------------------- | -------- |
| 27 tháng 7                                                         | Chonburi, Thái Lan | Indonesia   | 0–2         | Bảng A        |                                                          | [ 56 ]   |
| 29 tháng 7                                                         | Chonburi, Thái Lan | Philippines | 3–1         | Bảng A        | - Phạm Văn Phong 25' - Cái Văn Quỳ 47', 49'              | [ 57 ]   |
| 31 tháng 7                                                         | Chonburi, Thái Lan | Singapore   | 1–0         | Bảng A        | - Lê Minh Toàn 77' (ph.đ.)                               | [ 58 ]   |
| 2 tháng 8                                                          | Chonburi, Thái Lan | Myanmar     | 3–0         | Bảng A        | - Nguyễn Đình Đức 3' - Cái Văn Quỳ 44' - Võ Anh Quân 70' | [ 59 ]   |
| 4 tháng 8                                                          | Chonburi, Thái Lan | Đông Timor  | 1–0         | Bảng A        | - Cái Văn Quỳ 76'                                        | [ 60 ]   |
| 7 tháng 8                                                          | Chonburi, Thái Lan | Malaysia    | 1–3         | Bán kết       | - Phạm Văn Phong 9'                                      | [ 61 ]   |
| 9 tháng 8                                                          | Chonburi, Thái Lan | Indonesia   | 0–0 (2–3 p) | Tranh hạng ba |                                                          | [ 62 ]   |
| Việt Nam xếp thứ tư tại Giải vô địch bóng đá U-15 Đông Nam Á 2019. |                    |             |             |               |                                                          |          |

Giải bóng đá nam U-15 Quốc tế – Cúp Acecook 2019
| Ngày                                                                             | Địa điểm         | Đối thủ  | Tỷ số | Vòng đấu | Cầu thủ ghi bàn        | Chi tiết |
| -------------------------------------------------------------------------------- | ---------------- | -------- | ----- | -------- | ---------------------- | -------- |
| 26 tháng 8                                                                       | Bà Rịa, Việt Nam | Nga      | 2–0   | Vòng 1   | - Cái Văn Quỳ 54', 66' | [ 63 ]   |
| 28 tháng 8                                                                       | Bà Rịa, Việt Nam | Myanmar  | 2–1   | Vòng 2   | - Võ Anh Quân 84', 87' | [ 64 ]   |
| 30 tháng 8                                                                       | Bà Rịa, Việt Nam | Hàn Quốc | 2–3   | Vòng 3   | - Cái Văn Quỳ 75', 78' | [ 65 ]   |
| Việt Nam giành ngôi á quân tại Giải bóng đá nam U-15 Quốc tế – Cúp Acecook 2019. |                  |          |       |          |                        |          |

Vòng loại Giải vô địch bóng đá U-16 châu Á 2020
| Ngày                                                                                           | Địa điểm         | Đối thủ    | Tỷ số | Vòng đấu | Cầu thủ ghi bàn | Chi tiết |
| ---------------------------------------------------------------------------------------------- | ---------------- | ---------- | ----- | -------- | --- | -------- |
| 14 tháng 9                                                                                     | Hà Nội, Việt Nam | Đông Timor | 2–0   | Bảng H   | - Nguyễn Văn Dương 5' - Phạm Văn Phong 28'                                                                                                   | [ 66 ]   |
| 18 tháng 9                                                                                     | Hà Nội, Việt Nam | Mông Cổ    | 7–0   | Bảng H   | - Đỗ Văn Chí 5' (p.) - Ulziisaikhan Gankhuyag 17' (ln) - Cái Văn Quỳ 24', 74' - Nguyễn Công Sơn 40' - Vũ Đặng Minh Tú 75' - Đàm Đức Vinh 80' | [ 67 ]   |
| 20 tháng 9                                                                                     | Hà Nội, Việt Nam | Ma Cao     | 6–0   | Bảng H   | - Sou Hin Nang 28' (ln) - Vũ Đặng Minh Tú 48' - Lei Cheng Lam 52' (ln) - Phan Duy Hào 53', 64' - Đàm Đức Vinh 87'                            | [ 68 ]   |
| 22 tháng 9                                                                                     | Hà Nội, Việt Nam | Úc         | 1–2   | Bảng H   | - Nguyễn Công Sơn 19' | [ 69 ]   |
| Việt Nam xếp thứ nhì Bảng H, không thể giành vé tham dự Giải vô địch bóng đá U-16 châu Á 2020. |                  |            |       |          | |          |

### Đội tuyển futsal quốc gia
Giải vô địch bóng đá trong nhà Đông Nam Á 2019
| Ngày                                                                           | Địa điểm                        | Đối thủ   | Tỷ số | Vòng đấu     | Cầu thủ ghi bàn                                                                                            | Chi tiết |
| ------------------------------------------------------------------------------ | ------------------------------- | --------- | ----- | ------------ | --- | -------- |
| 21 tháng 10                                                                    | Thành phố Hồ Chí Minh, Việt Nam | Úc        | 2–0   | Bảng B       | - Nguyễn Mạnh Dũng 28' - Nguyễn Minh Trí 35'                                                               | [ 70 ]   |
| 22 tháng 10                                                                    | Thành phố Hồ Chí Minh, Việt Nam | Indonesia | 0–0   | Bảng B       | | [ 71 ]   |
| 23 tháng 10                                                                    | Thành phố Hồ Chí Minh, Việt Nam | Malaysia  | 4–2   | Bảng B       | - Nguyễn Thành Tín 6' - Vũ Đức Tùng 26' - Nguyễn Minh Trí 39' - Châu Đoàn Phát 40'                         | [ 72 ]   |
| 25 tháng 10                                                                    | Thành phố Hồ Chí Minh, Việt Nam | Thái Lan  | 0–2   | Bán kết      | | [ 73 ]   |
| 27 tháng 10                                                                    | Thành phố Hồ Chí Minh, Việt Nam | Myanmar   | 7–3   | Tranh hạng 3 | - Trần Thái Huy 6', 6' - Nhan Gia Hưng 27' - Trần Văn Vũ 32' (p.) - Phạm Đức Hoà 33' - Nguyễn Minh Trí 39' | [ 74 ]   |
| Việt Nam giành huy chương đồng Giải vô địch bóng đá trong nhà Đông Nam Á 2019. |                                 |           |       |              | |          |

Giải giao hữu Futsal PTT Thailand Five 2019
| Ngày                                                                        | Địa điểm                    | Đối thủ   | Tỷ số | Vòng đấu | Cầu thủ ghi bàn                                            | Chi tiết |
| --------------------------------------------------------------------------- | --------------------------- | --------- | ----- | -------- | ---------------------------------------------------------- | -------- |
| 11 tháng 12                                                                 | Nakhon Ratchasima, Thái Lan | Guatemala | 3–3   | Vòng 1   | - Lê Quốc Nam 19' - Châu Đoàn Phát 20' - Tôn Thất Phi 23'  | [ 75 ]   |
| 13 tháng 12                                                                 | Nakhon Ratchasima, Thái Lan | Oman      | 3–1   | Vòng 2   | - Tôn Thất Phi 19' - Lê Quốc Nam 24' - Khổng Đình Hùng 36' | [ 75 ]   |
| 15 tháng 12                                                                 | Nakhon Ratchasima, Thái Lan | Thái Lan  | 1–3   | Vòng 3   | - Đặng Anh Tài 37'                                         | [ 76 ]   |
| Việt Nam giành ngôi á quân tại Giải giao hữu Futsal PTT Thailand Five 2019. |                             |           |       |          |                                                            |          |

### Đội tuyển U-20 futsal quốc gia
Giải vô địch bóng đá trong nhà U-20 châu Á 2019
| Ngày                                                                         | Địa điểm     | Đối thủ    | Tỷ số | Vòng đấu | Cầu thủ ghi bàn                                                                            | Chi tiết |
| ---------------------------------------------------------------------------- | ------------ | ---------- | ----- | -------- | ------------------------------------------------------------------------------------------ | -------- |
| 15 tháng 6                                                                   | Tabriz, Iran | Tajikistan | 2–1   | Bảng C   | - Triệu Xuân Linh 14' - Hà Đức Ngọc 16'                                                    | [ 77 ]   |
| 16 tháng 6                                                                   | Tabriz, Iran | Nhật Bản   | 1–2   | Bảng C   | - An Lâm Tới 14'                                                                           | [ 78 ]   |
| 18 tháng 6                                                                   | Tabriz, Iran | Indonesia  | 5–7   | Tứ kết   | - Nhan Gia Hưng 29' - Nguyễn Huỳnh Thanh Huy 34', 38' - An Lâm Tới 38' - Huỳnh Mi Woen 40' | [ 79 ]   |
| Việt Nam dừng chân ở tứ kết Giải vô địch bóng đá trong nhà U-20 châu Á 2019. |              |            |       |          |                                                                                            |          |

## Nữ

### Đội tuyển nữ quốc gia
Vòng loại bóng đá nữ Thế vận hội Mùa hè 2020 khu vực châu Á (Vòng 2)
| Ngày | Địa điểm             | Đối thủ    | Tỷ số | Vòng đấu | Cầu thủ ghi bàn                            | Chi tiết |
| --- | -------------------- | ---------- | ----- | -------- | ------------------------------------------ | -------- |
| 3 tháng 4                                                                                                | Tashkent, Uzbekistan | Uzbekistan | 2–1   | Bảng B   | - Huỳnh Như 7' - Nguyễn Thị Tuyết Dung 57' | [ 80 ]   |
| 6 tháng 4                                                                                                | Tashkent, Uzbekistan | Hồng Kông  | 2–1   | Bảng B   | - Sin Chung Yee 24' (l.n.) - Huỳnh Như 40' | [ 81 ]   |
| 9 tháng 4                                                                                                | Tashkent, Uzbekistan | Jordan     | 2–0   | Bảng B   | - Nguyễn Thị Vạn 65' - Huỳnh Như 67'       | [ 82 ]   |
| Việt Nam đứng nhất Bảng B và lọt vào vòng loại thứ ba bóng đá nữ Thế vận hội Mùa hè 2020 khu vực châu Á. |                      |            |       |          |                                            |          |

Giải vô địch bóng đá nữ Đông Nam Á 2019
| Ngày                                                      | Địa điểm           | Đối thủ     | Tỷ số        | Vòng đấu  | Cầu thủ ghi bàn                                                                                             | Chi tiết |
| --------------------------------------------------------- | ------------------ | ----------- | ------------ | --------- | --- | -------- |
| 16 tháng 8                                                | Chonburi, Thái Lan | Campuchia   | 10–0         | Bảng B    | - Huỳnh Như 3', 4', 7' - Phạm Thị Hải Yến 14', 16', 84' - Nguyễn Thị Bích Thùy 17', 19', 24', 89'           | [ 83 ]   |
| 18 tháng 8                                                | Chonburi, Thái Lan | Indonesia   | 7–0          | Bảng B    | - Nguyễn Thị Bích Thùy 2' - Huỳnh Như 19', 40', 43' - Phạm Thị Hải Yến 21' - Nguyễn Thị Tuyết Dung 60', 63' | [ 84 ]   |
| 20 tháng 8                                                | Chonburi, Thái Lan | Myanmar     | 4–0          | Bảng B    | - Phạm Hải Yên 12', 60' - Thái Thị Thảo 42' - Nguyễn Thị Tuyết Dung 63' (ph.đ.)                             | [ 85 ]   |
| 25 tháng 8                                                | Chonburi, Thái Lan | Philippines | 2–1          | Bán kết   | - Huỳnh Như 41' - Nguyễn Thị Tuyết Dung 57'                                                                 | [ 86 ]   |
| 27 tháng 8                                                | Chonburi, Thái Lan | Thái Lan    | 1–0 (s.h.p.) | Chung kết | - Huỳnh Như 95'                                                                                             | [ 87 ]   |
| Việt Nam vô địch Giải vô địch bóng đá nữ Đông Nam Á 2019. |                    |             |              |           | |          |

Đại hội Thể thao Đông Nam Á 2019
| Ngày                                                                 | Địa điểm            | Đối thủ     | Tỷ số        | Vòng đấu  | Cầu thủ ghi bàn                                                                | Chi tiết |
| -------------------------------------------------------------------- | ------------------- | ----------- | ------------ | --------- | ------------------------------------------------------------------------------ | -------- |
| 26 tháng 11                                                          | Biñan, Philippines  | Thái Lan    | 1–1          | Bảng B    | - Dương Thị Vân 45+1'                                                          | [ 88 ]   |
| 29 tháng 11                                                          | Biñan, Philippines  | Indonesia   | 6–0          | Bảng B    | - Nguyễn Thị Tuyết Dung 9', 84' - Nguyễn Thị Vạn 14', 19' - Huỳnh Như 50', 61' | [ 89 ]   |
| 5 tháng 12                                                           | Biñan, Philippines  | Philippines | 2–0          | Bán kết   | - Thái Thị Thảo 60' - Nguyễn Thị Tuyết Dung 84'                                | [ 90 ]   |
| 8 tháng 12                                                           | Manila, Philippines | Thái Lan    | 1–0 (s.h.p.) | Chung kết | - Phạm Hải Yến 92'                                                             | [ 91 ]   |
| Việt Nam giành huy chương vàng tại Đại hội Thể thao Đông Nam Á 2019. |                     |             |              |           |                                                                                |          |

Giao hữu
| Ngày       | Địa điểm          | Đối thủ | Tỷ số | Vòng đấu | Cầu thủ ghi bàn                                                      | Chi tiết |
| ---------- | ----------------- | ------- | ----- | -------- | -------------------------------------------------------------------- | -------- |
| 21 tháng 3 | Mandalay, Myanmar | Myanmar | 1–0   | Giao hữu | - Nguyễn Thị Vạn 51'                                                 | [ 92 ]   |
| 23 tháng 3 | Mandalay, Myanmar | Myanmar | 2–3   | Giao hữu | - Nguyễn Thị Tuyết Dung 16', 19'                                     | [ 93 ]   |
| 3 tháng 11 | Hà Nội, Việt Nam  | Ấn Độ   | 3–0   | Giao hữu | - Vũ Thị Nhung 9' - Nguyễn Thị Tuyết Dung 85' - Nguyễn Thị Hằng 90+' | [ 94 ]   |
| 6 tháng 11 | Hà Nội, Việt Nam  | Ấn Độ   | 1–1   | Giao hữu | - Phạm Thị Hải Yến 39'                                               | [ 95 ]   |

### Đội tuyển U-19 nữ quốc gia
Vòng loại Giải vô địch bóng đá nữ U-19 châu Á 2019 (Vòng 2)
| Ngày                                                                                                 | Địa điểm         | Đối thủ  | Tỷ số | Vòng đấu | Cầu thủ ghi bàn                                                                    | Chi tiết |
| --- | ---------------- | -------- | ----- | -------- | ---------------------------------------------------------------------------------- | -------- |
| 26 tháng 4                                                                                           | Hà Nội, Việt Nam | Iran     | 1–1   | Bảng B   | - Ngân Thị Vạn Sự 13'                                                              | [ 96 ]   |
| 28 tháng 4                                                                                           | Hà Nội, Việt Nam | Liban    | 4–1   | Bảng B   | - Nguyễn Thị Tuyết Ngân 15', 85' - Phạm Thị Lan Anh 27' - Ngô Thị Hồng Nhung 90+3' | [ 97 ]   |
| 30 tháng 4                                                                                           | Hà Nội, Việt Nam | Hàn Quốc | 1–2   | Bảng B   | - Nguyễn Thị Tuyết Ngân 71'                                                        | [ 98 ]   |
| Việt Nam xếp thứ 2 Bảng B và giành vé chơi ở vòng chung kết Giải vô địch bóng đá nữ U-19 châu Á 2019 |                  |          |       |          |                                                                                    |          |

Giải bóng đá giao hữu U-18 nữ quốc tế Goyang 2019
| Ngày       | Địa điểm         | Đối thủ         | Tỷ số       | Vòng đấu | Cầu thủ ghi bàn            | Chi tiết |
| ---------- | ---------------- | --------------- | ----------- | -------- | -------------------------- | -------- |
| 17 tháng 7 | Goyang, Hàn Quốc | Hàn Quốc        | 1–1 (4–5 p) | Vòng 1   | - Ngô Thị Hồng Nhung ?'    | [ 99 ]   |
| 18 tháng 7 | Goyang, Hàn Quốc | U-18 Osaka      | 1–2         | Vòng 2   | - Trần Thị Thương ?'       | [ 100 ]  |
| 19 tháng 7 | Goyang, Hàn Quốc | U-18 Thượng Hải | 1–2         | Vòng 3   | - Nguyễn Thị Tuyết Ngân 5' | [ 101 ]  |

Giải vô địch bóng đá nữ U-19 châu Á 2019
| Ngày                                                                                         | Địa điểm            | Đối thủ           | Tỷ số | Vòng đấu | Cầu thủ ghi bàn                                          | Chi tiết |
| -------------------------------------------------------------------------------------------- | ------------------- | ----------------- | ----- | -------- | -------------------------------------------------------- | -------- |
| 27 tháng 10                                                                                  | Chon Buri, Thái Lan | Thái Lan          | 2–0   | Bảng A   | - Nguyễn Thị Tuyết Ngân 58' (p.) - Ngân Thị Vạn Sự 90+2' | [ 102 ]  |
| 30 tháng 10                                                                                  | Chon Buri, Thái Lan | CHDCND Triều Tiên | 0–3   | Bảng A   |                                                          | [ 103 ]  |
| 2 tháng 11                                                                                   | Chon Buri, Thái Lan | Úc                | 0–1   | Bảng A   |                                                          | [ 104 ]  |
| Việt Nam xếp thứ 3 Bảng A và dừng chân ở vòng bảng Giải vô địch bóng đá nữ U-19 châu Á 2019. |                     |                   |       |          |                                                          |          |

### Đội tuyển U-15, U-16 nữ quốc gia
Vòng loại Giải vô địch bóng đá nữ U-16 châu Á 2019 (Vòng 2)
| Ngày                                                                                  | Địa điểm        | Đối thủ | Tỷ số | Vòng đấu | Cầu thủ ghi bàn                 | Chi tiết |
| ------------------------------------------------------------------------------------- | --------------- | ------- | ----- | -------- | ------------------------------- | -------- |
| 3 tháng 3                                                                             | Viêng Chăn, Lào | Lào     | 1–0   | Bảng A   | - Vilayphone Phengsana 55' (ln) | [ 105 ]  |
| 5 tháng 3                                                                             | Viêng Chăn, Lào | Úc      | 0–1   | Bảng A   |                                 | [ 106 ]  |
| 7 tháng 3                                                                             | Viêng Chăn, Lào | Iran    | 0–0   | Bảng A   |                                 | [ 107 ]  |
| Việt Nam xếp nhì Bảng A và giành vé tham dự Giải vô địch bóng đá nữ U-16 châu Á 2019. |                 |         |       |          |                                 |          |

Giải vô địch bóng đá U-15 nữ Đông Nam Á 2019
| Ngày                                                                 | Địa điểm           | Đối thủ     | Tỷ số | Vòng đấu      | Cầu thủ ghi bàn | Chi tiết |
| -------------------------------------------------------------------- | ------------------ | ----------- | ----- | ------------- | --- | -------- |
| 10 tháng 5                                                           | Chonburi, Thái Lan | Philippines | 2–0   | Bảng A        | - Trần Nhật Lan 36', 62' | [ 108 ]  |
| 12 tháng 5                                                           | Chonburi, Thái Lan | Đông Timor  | 16–0  | Bảng A        | - Trần Nhật Lan 1', 57', 61', 77', 80' - Nguyễn Thị Như Quỳnh 2', 8', 10', 18', 32' - Bùi Thị Thương 5', 11' - Hồ Ngọc Bảo Hân 22' - Ngô Thị Thanh Trúc 30' - Nguyễn Thanh Thúy 58' - Tạ Thị Thủy 67' | [ 109 ]  |
| 14 tháng 5                                                           | Chonburi, Thái Lan | Myanmar     | 2–1   | Bảng A        | - Trần Nhật Lan 52', 70' (p.) | [ 110 ]  |
| 19 tháng 5                                                           | Chonburi, Thái Lan | Thái Lan    | 0–1   | Bán kết       | | [ 111 ]  |
| 21 tháng 5                                                           | Chonburi, Thái Lan | Philippines | 1–0   | Tranh hạng ba | - Trần Nhật Lan 36' | [ 112 ]  |
| Việt Nam xếp thứ ba tại Giải vô địch bóng đá U-15 nữ Đông Nam Á 2019 |                    |             |       |               | |          |

Giải bóng đá nữ U-15 Quốc tế 2019
| Ngày                                                          | Địa điểm         | Đối thủ   | Tỷ số | Vòng đấu | Cầu thủ ghi bàn          | Chi tiết |
| ------------------------------------------------------------- | ---------------- | --------- | ----- | -------- | ------------------------ | -------- |
| 1 tháng 9                                                     | Hà Nội, Việt Nam | Myanmar   | 0–3   | Vòng 1   |                          | [ 113 ]  |
| 3 tháng 9                                                     | Hà Nội, Việt Nam | Hồng Kông | 1–2   | Vòng 2   | - Danh Thị Thúy Hằng 70' | [ 114 ]  |
| 5 tháng 9                                                     | Hà Nội, Việt Nam | Iceland   | 0–2   | Vòng 3   |                          | [ 115 ]  |
| Việt Nam xếp cuối cùng tại Giải bóng đá nữ U-15 Quốc tế 2019. |                  |           |       |          |                          |          |

Giải vô địch bóng đá nữ U-16 châu Á 2019
| Ngày                                                                                        | Địa điểm           | Đối thủ           | Tỷ số | Vòng đấu | Cầu thủ ghi bàn | Chi tiết |
| ------------------------------------------------------------------------------------------- | ------------------ | ----------------- | ----- | -------- | --------------- | -------- |
| 16 tháng 9                                                                                  | Chonburi, Thái Lan | CHDCND Triều Tiên | 0–10  | Bảng B   |                 | [ 116 ]  |
| 19 tháng 9                                                                                  | Chonburi, Thái Lan | Hàn Quốc          | 0–3   | Bảng B   |                 | [ 117 ]  |
| 22 tháng 9                                                                                  | Chonburi, Thái Lan | Trung Quốc        | 0–1   | Bảng B   |                 | [ 118 ]  |
| Việt Nam xếp cuối Bảng B và dừng chân ở vòng bảng Giải vô địch bóng đá nữ U-16 châu Á 2019. |                    |                   |       |          |                 |          |